# ريج كاتلر
ريج كاتلر (بالإنجليزية: Reg Cutler)‏ هو لاعب كرة قدم بريطاني، ولد في 17 فبراير 1935، وتوفي في 5 مايو 2012. لعب مع ستوكبورت كونتي ونادي بورتسموث ونادي بورنموث ونادي ووستر سيتي ووست بروميتش ألبيون.